# Балад аль-Шейх
Балад аль-Шейх (Балад аш-Шейх, араб. بلد الشيخ‎) — бывшая палестинская деревня, расположенная к северу от горы Кармель, в семи километрах к юго-востоку от Хайфы. В настоящее время территория бывшей деревни находится в составе израильского города Нешер, микрорайон Тель-Ханан.

## История

### Османская Палестина

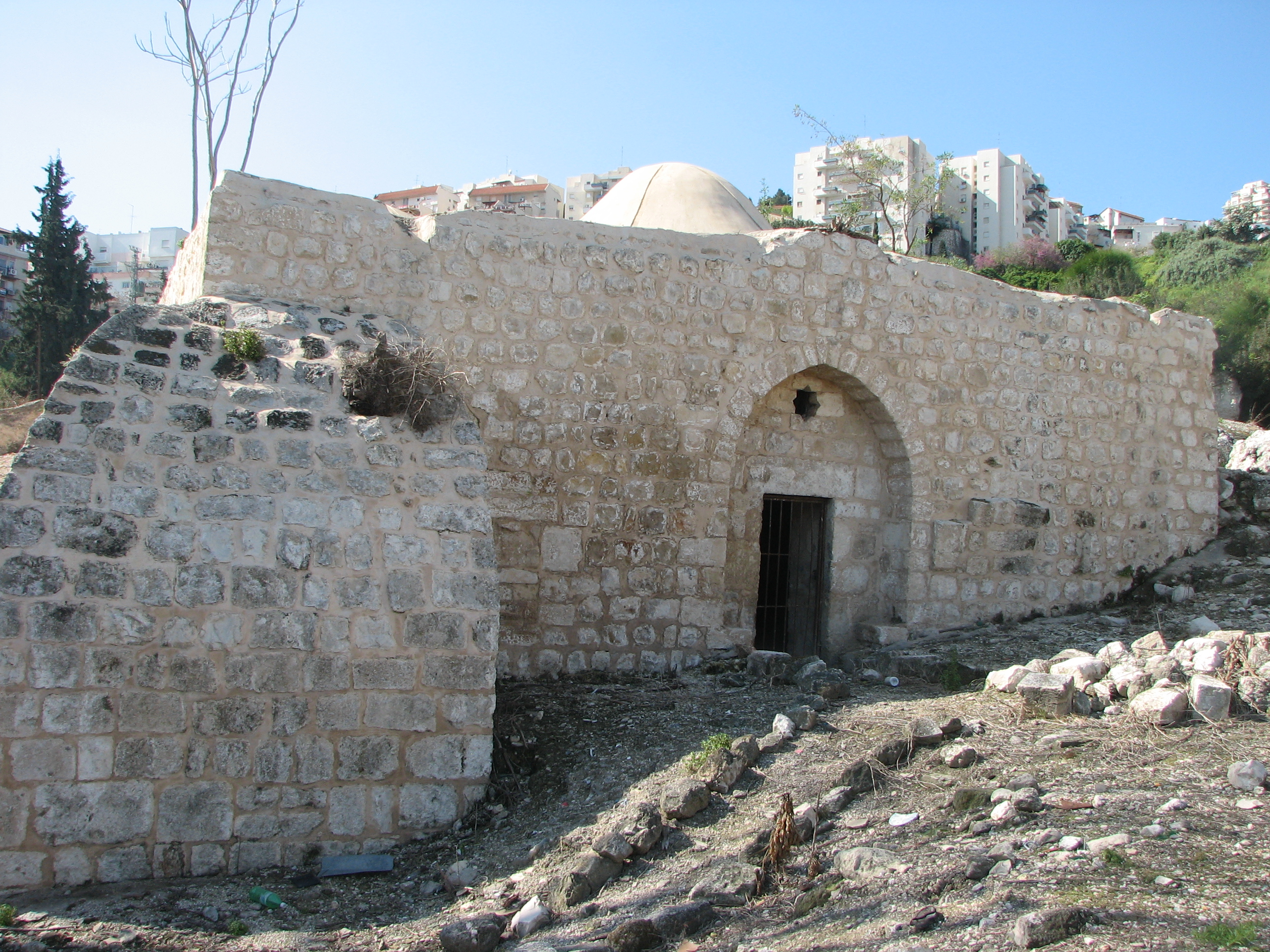
Макам шейха Абдаллы аль-Сахли в Балад аль-Шейхе, 2010 г.

В период Османской Палестины, деревня была названа в честь шейха Абдаллы ас-Сахли, суфия, которому султан Селим II (1566—1574) пожаловал налоги, собираемые с деревни. В деревне был макам («святилище»), посвящённый ему. Могила шейха находится на кладбище Балад аш-Шейх на горе Кармель.
В 1816 году британский путешественник Джеймс Силк Бакингем проезжал мимо деревни.
В 1859 году население деревни оценивалось в «200 душ», а площадь пахоты составлял 20 фадданов, в 1875 году Виктор Герен подсчитал, что в деревне проживало 500 человек, проживающих в домах, которые строились в несколько ярусов, один над другим; и почти у каждого наверху была хижина из ветвей деревьев. Летом люди проводили там ночь, чтобы освежиться. Герен также отмечал, что в нижней части деревни находились «возделанные сады, окружённые кактусами, засаженные оливковыми, гранатовыми и инжирными деревьями, а также украшенные изящными стволами нескольких пальм» .
В 1881 году в обзоре Западной Палестины, составленном Фондом исследования Палестины, Балад-аль-Шейх описывался, как:
"…деревня среднего размера у подножия Кармеля, с хорошими источниками воды внизу, около дороги, и оливковыми садами с несколькими пальмами ".
Изреельская железная дорога прошла примерно в 0,5 км к востоку от деревни. Железнодорожная станция Балад аль-Шейх (тур. Şumariye, после 1948 года Тель-Ханан) была построена в 1904 году как вторая станция на первоначальной линии. В 1913 году османы продлили железнодорожное полотно до Акко.

### Британский мандат
По данным переписи населения Палестины 1922 года, проведенной властями Британского мандата, в деревне проживало 406 человек: 405 мусульман и 1 христианин-мелькит. По данным переписи 1931 года, число мусульман возросло до 747 человек, в 247 домах, включая бедуинские племена,
В 1929 году, во время Беспорядков в подмандатной Палестине, жители деревни напали на местный цементный завод.
В 1934 году недалеко от деревни было основано новое кладбище для мусульманских жителей Хайфы, а в 1935 году там был похоронен Изз ад-Дин аль-Кассам, что сделало этот район источником напряженности между евреями и арабами.
Во время арабского восстания в Палестине в 1936—1939 годах в районе деревни происходили нападения на еврейские пассажирские автобусы. В мае 1936 года в Балад-эш-Шейхе был открыт полицейский участок для пресечения этих нападений, несмотря на это 21 мая 1936 года еврейский автобус был обстрелян при проезде мимо деревни. В октябре 1936 года недалеко от деревни произошло столкновение между арабскими боевиками и британскими военными, поддержанными авиацией. 22 февраля 1937 года в деревне было совершено нападение на двух британских полицейских, один из которых был убит, как было заявлено, за расследование убийства трёх евреев в Ягуре (1931). Нападения на еврейские автобусы не прекращались с июля по октябрь 1938 года, так, 13 июля 1938 года два автобуса были расстреляны и забросаны камнями; один из них был подожжён. 18 апреля 1939 года в деревне была проведена масштабная военная и полицейская операция по поиску подозреваемых в убийствах в Хайфе, десять арабов были арестованы. 26 мая 1939 года Мордехай Шехтман, машинист поезда, был убит выстрелом в голову двумя арабами, устроившими засаду на железнодорожной станции возле Балад-эль-Шейха.
Согласно британскому обследованию населения — статистике деревень за 1945 год, общая площадь деревни составляла 9849 турецких дунамов, из них 5844 дунама находились в частной собственности арабов; остальная часть была государственной собственностью. 386 дунамов земли использовалось под плантации и орошаемые земли, 4410 — под зерновые, а 221 дунам был застроен. В деревне проживало 4120 мусульманских жителей (1945 год), что делало делало деревню одним из крупнейших населённых пунктов в этом районе.
После принятия Генеральной Ассамблеи ООН 29 ноября 1947 года резолюции с рекомендациями принять План раздела Палестины, началась Арабо-израильская война (1947—1949). 2 декабря 1947 года недалеко от деревни был обстрелян автобус с рабочими цементного завода Нешера. 8 декабря 1947 года два еврея из кибуца Гват были убиты во время нападения на их автомобиль. 10 декабря 1947 года патруль еврейской поселенческой полиции, сопровождавший еврейские автобусы на дороге, открыл огонь по нескольким арабам, которые перекрыли дорогу недалеко от деревни. В результате нападения Хаганы на деревню 11 или 12 декабря погибли шесть жителей. 30 декабря 1947 года в результате гранатометной атаки организации «Иргун» перед нефтеперерабатывающим заводом в Хайфе погибло 6 арабских мирных жителей, после чего арабская толпа ворвалась внутрь и убила 39 еврейских рабочих завода. 31 декабря 1947 года 170 бойцов Пальмаха напали на деревню, в результате среди погибших были женщины и дети, а также были разрушены десятки домов. Согласно израильскому историку Арье Ицхаки, нападение было совершено совместными усилиями сил Пальмаха и Хаганы и привело к потерям, в основном, среди некомбатантов.
Ханан Зелингер был убит в ходе операции Хаганы в Балад аль-Шейхе в ночь с 31 декабря 1947 года на 1 января 1948 года, Микрорайон Тель-Ханан (ныне часть города Нешер) был назван в его честь.

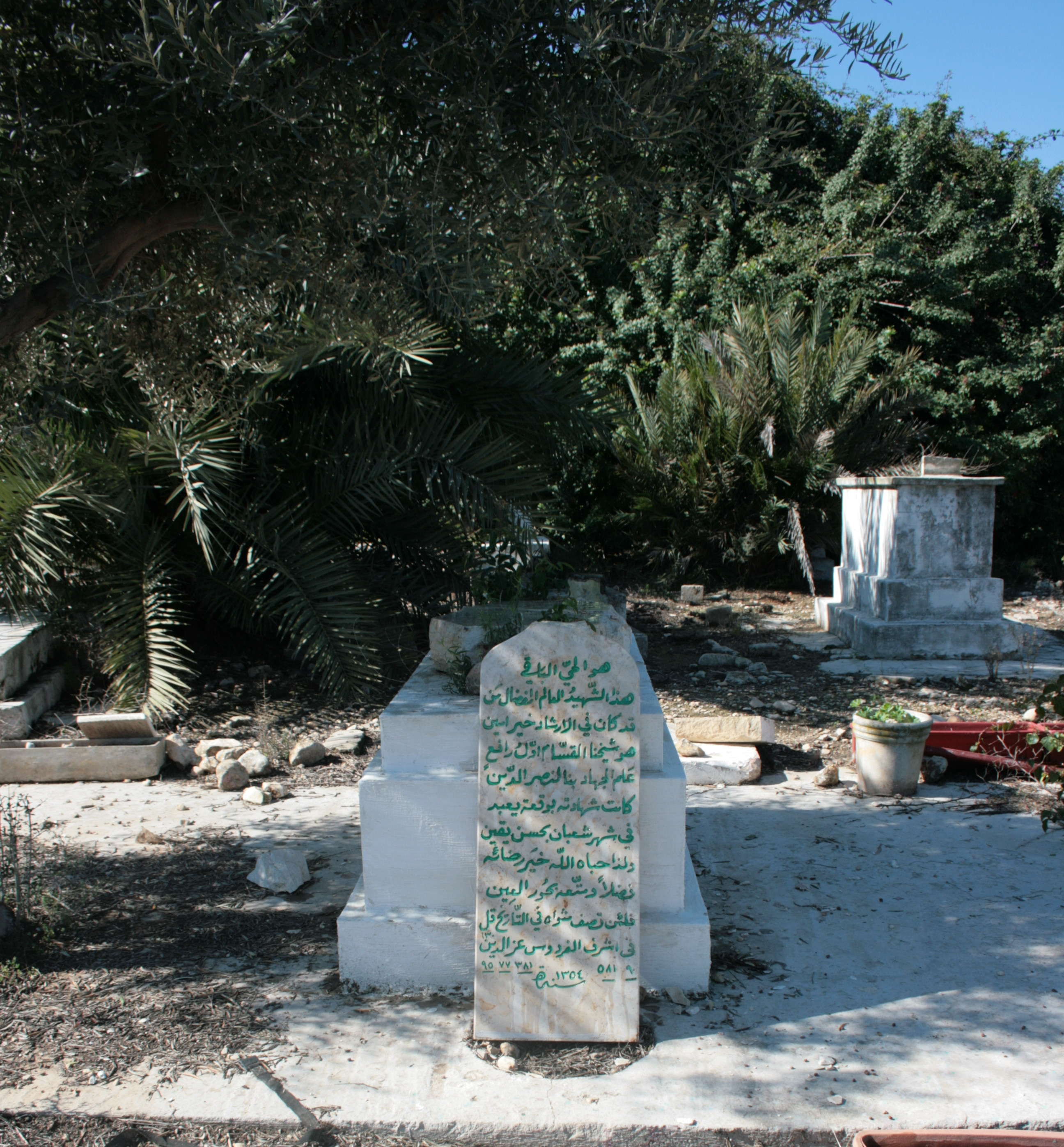
Могила Изз ад-Дина аль-Кассама, похороненного на мусульманском кладбище Хайфы в Нешере в 1935 году.

Из-за атак еврейский транспорт из Хайфы в Нешер, Ягур и Изреельскую долину следовал через перекрёсток Чек-Пост, Крайот, Кфар-Хасидим и Ягур.
После нападения 7 января 1948 года часть жителей деревни покинула её и была заменена арабскими добровольцами, прибывшими из Хайфы для защиты деревни.
В начале апреля 1948 года гарнизон Арабского легиона, покинул деревню. Это заставило жителей деревни покинуть дома в юго-восточной части деревни, недалеко от лагеря Легиона, и перебраться в центр деревни.
22 апреля, после битвы за Хайфу, подавляющее большинство нееврейского населения Хайфы бежало, жители Балада аш-Шейха также покинули деревню, включая женщин и детей.
24 апреля 1948 года бригада Кармели, подразделение Хаганы, окружила деревню, требуя от жителей сдать оружие. Им вручили 22 старые и бесполезные винтовки и потребовали прекращения огня, обратившись за помощью к британской армии. 25 апреля в 05:00 утра Хагана выпустила несколько снарядов из трёхдюймовых миномётов. Подразделение британской армии, прибывшее в 06:00, сообщило, что ответного огня из деревни почти не было. Британцы посоветовали жителям покинуть деревню, что они и сделали под британской защитой.
14 мая 1948 года Израиль провозгласил независимость.
В 1949 году Балад аль-Шейх был заселен израильтянами, территория деревни переименована в микрорайон Тель-Ханан города Нешер.
Жители Балад аль-Шейха являются внутренне перемещенными палестинцами и в настоящее время проживают в различных арабских кварталах Хайфы и Акко .
Валид Халиди, известный палестинский историк, в 1992 году писал, что 
многие арабские дома и магазины сохранились и заняты жителями поселения, а кладбище находится в запущенном состоянии. 

## См. также

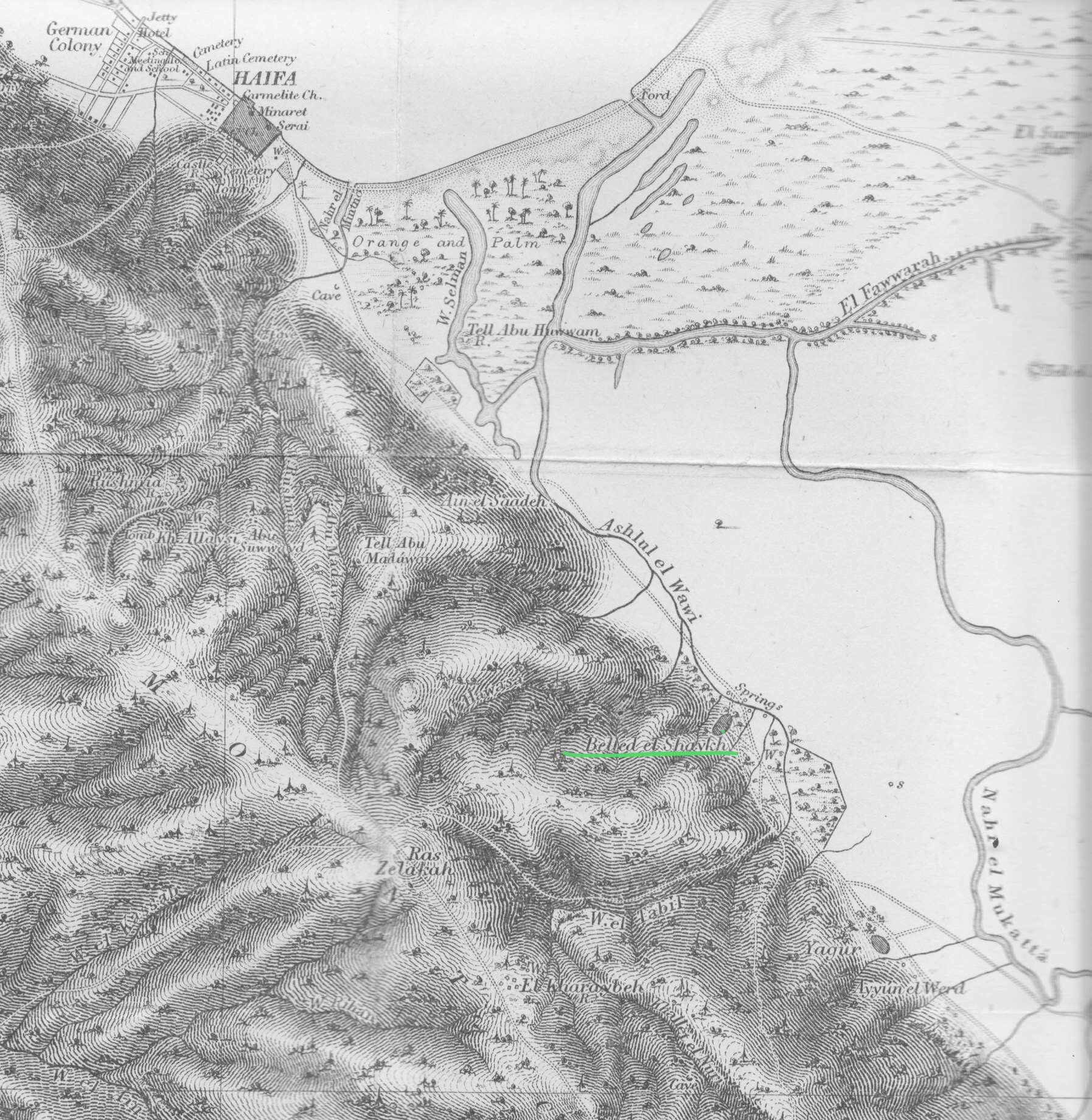
Карта Фонда исследования Палестины. 1875 г.
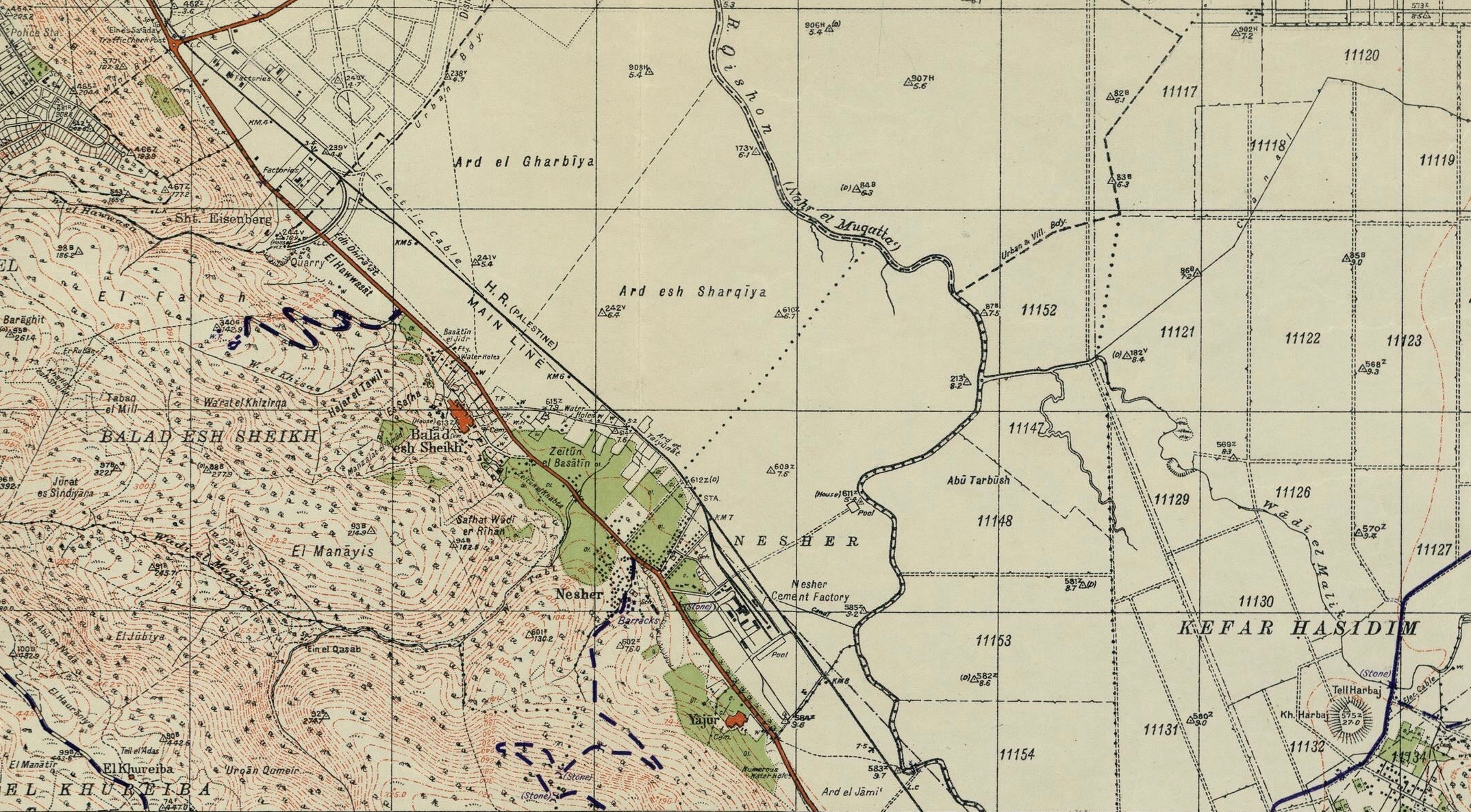
Балад аль-Шейх 1942 1:20,000
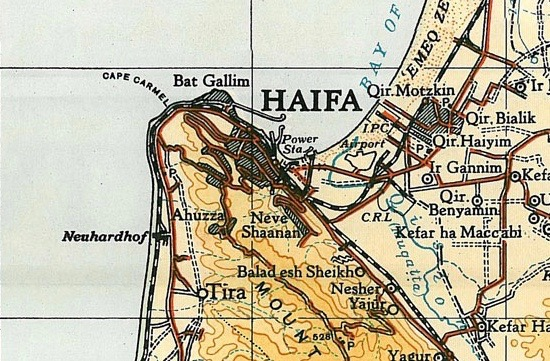
Балад аль-Шейх 1945 1:250 000